# 小型張
小型張（英語：miniature sheet），又稱「廣義上的」紀念張（souvenir sheet），是一種將一套郵票集結在一起的紙類印刷品，一般比原先單枚郵票還要大。在這些郵票外的紙張（即郵票的邊紙）內，通常會印刷一些文字或圖樣。由于此類郵品比非小型張的票品發行量來得要少很多，因此小型張也已逐漸成為各集郵愛好者爭先收藏的集郵品之一。
在大中華地區，「小型張」被定義為僅印有單枚郵票圖案於紙張的郵政有價券或普通印刷品，而印有超過單枚郵票圖案的小型張則被統稱為小全張，可以看作是一種「多枚式」的小型張。另外，不屬于郵政用途的小型／小全張式普通印刷品屬于「狹義上的」紀念張，一般僅作為個人收藏品，不得用于郵政領域。
中華民國郵政所發行的第一套小全張是「節約建國」郵票，於民國30年6月21日發行。
- 美國郵政（1936年）的
「紐約國際集郵展覽」小全張
- 中華民國郵政（1941年）的
「節約建國」小全張
- 民主德國（1980年）的航天題材小型張（已蓋銷）民主德國（1980年）的
航天題材小型張（已蓋銷）